# Robert Böhm
Robert Böhm (* 28. März 1988 in Lubliniec, Polen) ist ein deutscher Fußballtorhüter.

## Karriere
Böhm lernte das Fußballspielen in verschiedenen Juniorenmannschaften Deutschlands, darunter auch die Nachwuchsabteilungen von Borussia Mönchengladbach, KFC Uerdingen 05 und FC Schalke 04. Von dort wechselte er zum SV Straelen, wo der Jungspieler 2007 in den Kader der Niederrheinligamannschaft stieß. Im Folgejahr verpflichtete ihn der damalige niederländische Zweitligist VVV-Venlo, wo er als Nummer drei hinter Dennis Gentenaar und Kevin Begois seinen Platz einnehmen sollte. Am Ende des Meisterschaftsjahres 2008/09 stieg die Mannschaft in die Eredivisie auf. Böhm kam jedoch nicht zum Einsatz. Erst in der Eredivisie sollte er die beiden etatmäßigen Torhüter kurzzeitig ersetzen. Am 30. Oktober 2009, dem 12. Spieltag, kam er im Ligaspiel gegen NAC Breda zu seinem Profidebüt. Dabei stand er in der Startformation seines Teams. Es folgten zwei weitere Spieleinsätze im gleichen Kalenderjahr, ehe er wieder als Zuschauer an den Begegnungen teilnehmen musste. In den drei Spielen kam Böhm zu je einem Unentschieden, Sieg und Niederlage. Zum Ende der Saison schaffte die Mannschaft den sicheren Klassenerhalt.
Zum Ablauf der Spielzeit wurde bekannt, dass Böhm und der VVV-Venlo sich trennen würden. Der Torhüter war seitdem auf der Suche nach einem neuen Klub. Erst im März des Folgejahres fand er einen neuen Verein und schloss sich MVV Maastricht in der Eerste Divisie an. Dieser musste reagieren, nachdem sich der etatmäßige Ersatztorhüter Cliff Mardulier verletzt hatte. Zum Saisonende kam er dort auf drei Ligaeinsätze. Als Tabellenzehnter qualifizierte sich Maastricht jedoch für die Playoffs in die Eredivisie, an welcher der Klub scheiterte. Im Sommer verließ Böhm den niederländischen Zweitligisten wieder und blieb anschließend ohne Verein.

## Erfolge
- Gewinn der niederländischen Zweitligameisterschaft mit VVV-Venlo: 2009